# (25930) Spielberg
(25930) Spielberg (2001 DJ54) – planetoida z pasa głównego asteroid okrążająca Słońce w ciągu 3,44 lat w średniej odległości 2,28 j.a. Odkryta 21 lutego 2001 roku.